# 孙志杰
孙志杰（1964年10月—），男，汉族，山西万荣人，中华人民共和国政治人物。大学学历。曾任银川海关关长、乌鲁木齐海关关长、天津海关关长，现任海关总署缉私局局长。中共十九大代表。